# 放課後シリーズ
「放課後シリーズ」（ほうかごシリーズ）は、日向章一郎による日本のライトノベルシリーズ。イラストはみずき健、穂波ゆきねが担当している。コバルト文庫（集英社）より1988年3月から2000年12月まで刊行された。

## ストーリー
幼馴染同士であるケンイチとミサコは幼稚園からずっとクラスが一緒だった。そんな2人はなぜかさまざまな事件に遭遇する。

## 登場人物
秋月ケンイチ（あきづき ケンイチ）
この作品の主人公の一人。8月26日生まれの乙女座O型。勉強は苦手だがスポーツ万能。水泳部所属。漢字では「秋月健一」と表記する。
設定ではスポーツ刈りだったが、モノクロではスミベタで普通の男子高校生の髪型になっている。
家族は両親（父親は中学教師）と結婚した姉がいる。若干シスターコンプレックスの気がある。
普段の性格は能天気で少し好色なところがあり、それが原因で災難に遭う事が多く、ミサコともしょっちゅう喧嘩になってしまう。しかし腕っ節が強く、いざと言う時は勇敢で行動力があり、事件の解明はできないまでも、逆上した犯人から何度かミサコを救っている。
こうして多くの事件を解決して行く内少しずつ一人の男として成長し、ミサコとの絆も強固にしていく。
コラボ作品ではミサコの従妹のノリミに「麦倉先生とリョウ君を足して2で割ったみたい」と指摘されている。
渡辺ミサコ（わたなべ ミサコ）
この作品のもう一人の主人公。『星座シリーズ』の大野ノリミとはいとこ同士で、8月30日生まれの乙女座A型。漢字では「渡辺 光咲子」と表記する。
身長は153センチ。髪色はモノクロではケンイチと同じスミベタで、中学時代はおかっぱ、高校生以降は若干ウェーブのかかったセミロングである。
頭脳明晰で、事件解決はもっぱら彼女の役目。
好色で少々だらしないケンイチとは喧嘩も多いが、本当は幼い頃からケンイチを愛しており、様々な事件を通じて彼との関係は少しずつ親密になっている。
著者から「スーパーガールになり過ぎた」と言及されており、その反省から「『星座シリーズ』のノリミは普通の子を目指した」そうである。
雪野ヒロオ（ゆきの ヒロオ）
ケンイチとミサコの高校・大学の同級生。髪色はモノクロでは白抜きで、長くも短くも無い一般的な髪型。眼鏡をかけているのが特徴。漢字表記は「雪野 裕生」。
若干ナルシストで正義感が強いが軟弱で喧嘩はからっきし弱い。しかしかなり打たれ強く、善良で優しい性格の持ち主。
影のある娘が好きらしく様々な女の子に惚れるが、うまく行ったためしがない。
元々はミサコが好きだったが、彼女がケンイチを好きと知り諦める。しかしその後も彼女の身を案じている。
ある事件では主役を務めている。
風祭秀樹（かざまつり ひでき）
ケンイチとミサコの2年後輩。小柄で華奢な少年。年の離れた姉がいる。
生意気だが弱虫で、自身が疑われた時は半泣きだった。
ミサコのことが大好きで小6の時から頻繁にミサコとケンイチの周りに出没していた。
岬翔太（みさき しょうた）
ケンイチとミサコの中学時代の同級生。異性からの人気が高い。ミサコのことが好きだったが、ある事件をきっかけにミサコがケンイチを好きである事を知り、以降はケンイチとミサコを応援するようになる。違う高校に行ったため、高校生編やキャンパス編には登場しない。
初登場時は名前が「耕二（こうじ）」だったが、中学生編で現在の名になった。
小暮あゆみ（こぐれ あゆみ）
ケンイチの7歳年の離れた姉。性格は豪快で、ケンイチが幼い頃は対等に喧嘩をしていた。現在は結婚し、大阪で暮らしている。

## 既刊一覧
- 日向章一郎（著） / みずき健（イラスト[注 1]） / 穂波ゆきね（イラスト[注 2]）、集英社〈集英社文庫コバルトシリーズ→コバルト文庫〉、全23巻
  - 『放課後のトム・ソーヤー』1988年3月10日第1刷発行（3月3日発売[1]）、ISBN 4-08-611138-1
  - 『放課後のティンカー・ベル』1988年6月10日第1刷発行（6月3日発売[2]）、ISBN 4-08-611170-5
  - 『放課後のロビン・フッド』1988年9月10日第1刷発行（9月2日発売[3]）、ISBN 4-08-611197-7
  - 『放課後のジャンヌ・ダルク』1988年12月10日第1刷発行（12月2日発売[4]）、ISBN 4-08-611232-9
  - 『放課後のジェームズ・ディーン』1989年3月10日第1刷発行（3月3日発売[5]）、ISBN 4-08-611264-7
  - 『放課後のマザー・グース』1989年5月10日第1刷発行（5月2日発売[6]）、ISBN 4-08-611286-8
  - 『放課後のハックルベリィ・フィン』1989年7月10日第1刷発行（7月3日発売[7]）、ISBN 4-08-611312-0
  - 『放課後のメアリー・ポピンズ』1989年9月10日第1刷発行（9月1日発売[8]）、ISBN 4-08-611328-7
  - 『放課後のクリスマス・キャロル』1989年11月10日第1刷発行（11月2日発売[9]）、ISBN 4-08-611348-1
  - 『放課後のアルセーヌ・ルパン』1990年3月10日第1刷発行（3月2日発売[10]）、ISBN 4-08-611390-2
  - 『放課後のシンドバッド 夏休みミーティング』1990年7月10日第1刷発行（7月3日発売[11]）、ISBN 4-08-611431-3
  - 『放課後のオズ -OLD DAYS-』1991年2月10日第1刷発行（2月1日発売[12]）、ISBN 4-08-611501-8
  - 『放課後のドン・キホーテ キャンパス編』1991年8月10日第1刷発行（8月2日発売[13]）、ISBN 4-08-611556-5
  - 『放課後のルイス・キャロル』1992年7月10日第1刷発行（7月3日発売[14]）、ISBN 4-08-611653-7
  - 『放課後のウィリアム・テル キャンパス編』1995年8月10日第1刷発行（7月25日発売[15]）、ISBN 4-08-614099-3
  - 『放課後のシャーロック・ホームズ』1997年8月10日第1刷発行（7月25日発売[16]）、ISBN 4-08-614352-6
  - 『放課後のサンタクロース』1997年11月10日第1刷発行（11月1日発売[17]）、ISBN 4-08-614385-2
  - 『放課後のアン』1998年2月10日第1刷発行（2月3日発売[18]）、ISBN 4-08-614420-4
  - 『放課後のアンデルセン』1998年8月10日第1刷発行（7月24日発売[19]）、ISBN 4-08-614487-5
  - 『放課後のコロンブス』1998年10月10日第1刷発行（10月2日発売[20]）、ISBN 4-08-614507-3
  - 『放課後のクレオパトラ』1998年12月10日第1刷発行（12月1日発売[21]）、ISBN 4-08-614532-4
  - 『放課後のピノキオ』2000年2月10日第1刷発行（2月3日発売[22]）、ISBN 4-08-614679-7
  - 『放課後のイソップ』2001年1月10日第1刷発行（2000年12月22日発売[23]）、ISBN 4-08-614806-4

## CD

### ドラマCD
『放課後のトム・ソーヤー』はCD・カセットとして音声化されている（1993年3月発売）。
キャスト
- 秋月ケンイチ…上田祐司（現・うえだゆうじ）
- 渡辺ミサコ…日髙のり子
- 雪野ヒロオ…山口勝平
- 上泉桜子…中沢みどり
- 田代優子…矢島晶子
- 菅野先生…土井美加
- U学園の少女…岡村明美
- 男の子1…巻島直樹
- 女の子1…松井智美
- 女の子2…矢治美由紀
- 男の子2…松岡章夫
- 男の子3…藤原弘三

### ミュージック・ストーリー
「放課後のティンカーベル」（音物語(ミュージックストーリー)）というタイトルで1992年6月17日に発売された。
- 製作:ユーメックス
- 発売元:東芝EMI
- 作詞:白峰美津子 1,5,10,15,18
- 作・編曲:池毅1〜4,6〜9,11〜14,16〜18、鶴由雄5,10,15
- 歌:KUKO:１,18、佐藤有香:5、阪口あや:10、山崎光敏:15

## OVA
『放課後のティンカー・ベル』は1992年7月にOVAが発売されている。
キャスト
- 秋月ケンイチ - 飛田展男
- 渡辺ミサコ - 水谷優子
- 雪野ヒロオ - 菊池正美
- 花村部長 - 折笠愛
- 笹本一弘 - 岩永哲哉
- 岡崎幸達 - 藤原啓治
- 宮崎涼子 - 川村万梨阿

スタッフ
- 原作 - 日向章一郎
- 監督 - 村山靖
- 演出 - 石崎すすむ
- 脚本 - 桶谷顕
- キャラクター原案 - みずき健
- キャラクターデザイン・作画監督 - 丸山泰英
- 撮影監督 - 金子仁
- 音楽 - 池毅
- 音響監督 - 田中英行
- 製作 - 葦プロダクション、ユーメックス